# 아이바 미즈키
아이바 미즈키(일본어: 饗庭 瑞生, 1997년 5월 3일~)는 일본의 축구 선수이다.

## 구단 경력
그는 2020년 J3리그의 블라우블리츠 아키타에 입단했다. 2021년부터 2022년까지 일본 풋볼 리그의 FC 가리야와 고치 유나이티드 SC에서 뛰었다. 2023년 J3리그의 반라우레 하치노헤로 이적했다. 2024년 일본 풋볼 리그의 베어틴 미에로 이적했다.